# 自我中心主義
自我中心主義（英語：Egocentrism），或稱自我主義等，是無法區分自我和他人。更具體地說，就是無法準確地理解除自己觀點以外的任何觀點。
該概念解釋了一種“感知的自我中心主義”，它描述了無法將自己置於他人的處境，或接受他人的觀點，以及將自己的觀點理解為各種觀點中的一種。它是兒童的一個特徵，據讓·皮亞傑 (Jean Piaget) 稱，它被定義為“缺乏自我和外部現實之間的區別”。這種混淆“最終導致了以自己觀點為首要地位”。
雖然成年後的自我中心行為不那麼突出，但成年後某些形式的自我中心主義的存在表明，克服自我中心主義可能是一個永遠無法完成的終生發展。 成年人似乎不像兒童那樣以自我為中心，因為他們比兒童更快地從最初以自我為中心的觀點進行糾正，而不是因為他們最初不太可能採取以自我為中心的觀點。
因此，在整個生命週期中都可以發現自我中心主義：嬰兒期、幼兒期、青春期和成年期。 它透過幫助兒童發展心智理論和自我認同的形成來促進人類認知發展。
儘管自我中心主義和自戀看起來很相似，但它們並不相同。以自我為中心的人認為自己是關注的中心，但不會因他人對其欽佩而獲滿足感。自我主義者和自戀者都是他們的自我在很大程度上受到他人認可影響的人，而對於自我中心主義者來說，這可能是也可能不是。
唯我論是一種基於意識形態的自我中心主義。
在精神病理學中，以自我為中心的反應，指的是患者以自身為（思考）中心，且專注於於自身，即（在思考時）將一切事物連結到自身。在精神分析中，它被認為是除退化外的另一種人格改變形式。 病理性自我中心性主要在人格障礙中被診斷出來，例如反社會人格障礙、自戀或表演型人格障礙。

## 自我中心主義的形上學觀點
在形上學的層面上，自我中心主義提出「我」為世界中心及起源。認為「我」所能感覺到的世界，就由「我」的存在而開始存在。因此自我中心主義在形上學中的觀點基本上跟唯心主義一樣，認為世界只是我們的感覺，物質存在以意識為基礎。但分別在於，唯心主義注重的是真實和理念的分別，自我中心主義注重「我」。因為世界對於「我」來說只建基於「我」的感覺，因此世界的中心是「我」，世界亦可以被「我」改變，只要「我」改變自己的感覺。所以一切除了「我」的本性和潛意識外，都可以被「我」改變。
以自我中心主義為基礎的定義論由此引申發展開去。

## 自我中心主義的心理學觀點

### 定義
自我中心的意義是什麼？在發展心理學上關於自我中心的名詞有兩個，其一是幼時自我中心（egocentrism），其二則是青少年自我中心（self centric）；然研究者以為，尚有第三種自我中心的型態在青年期之後仍然存在，可能持續至成人期，且會影響兩性在親密關係中的相處方式。茲將三種自我中心的定義分述如下：
1. 幼時自我中心（egocentrism）：
指前運思期的思考特徵，嬰兒無法以他人的觀點來考慮現實的狀況。在皮雅傑（1926）著名的三座山測試研究中發現，兒童傾向以「自己眼睛所見到的狀況」類推他人所見，於是便推論4-12歲的部分孩童無法區分自己與他人眼睛所見的景象；此研究結果雖被後人反駁有所低估，但此自我中心現象在孩童初期的確是存在著的（Dason，1977）。
2. 青少年自我中心（self centric）：
指在發展歷程中的青少年的一些心理現象，分別是假想的觀眾（imaginary audience）與個人傳奇（personal fable）。前者指的是青少年有時會感覺自己站在舞台上，周圍認識或不認識的人都是舞台下的觀眾。這些假想的觀眾（imaginary audience）隨時隨地都在審查自己、批評自己，因此非常注意服裝儀容。他們非常重視別人對自己的評價，所以花很多時間和心力來應付這些假想的觀眾。而後者是說，個體會認為自己的經驗十分獨特，視冒險的事件為上天赋予的考驗，而產生一種無懈可擊的錯覺（如飆車不會有危險、闖紅燈、作弊抓到的不會是我等等）。
3. 親密關係中的自我中心：
係指個體在思考事情的時候，僅顧及到自己的想法和利益，而忽視對方（親密關係中的伴侶）可能的不方便、心理上可能的不適感受及物質上實際的損失。研究者認為，這可能與先天（腦側化）及後天（同理經驗、社會價值觀）有關。

### 自我中心與自私
自我中心所涵蓋的構念較大，而「自私」的構念通常包含於「自我中心」裡。兩者最大的差別在於，自私是指個體面臨自己利益與對方衝突時，會不計對方損失，以滿足自己利益為主；然而，自我中心並不一定涉及與「利益」相關的命題，例如有時候自我中心者傷及的並非對方的利益，而是對方的心理感覺或兩人長期的關係。此外，自私者在進行自私行為的同時，通常能察覺自己的行為可能損及別人的利益，但仍按照自己利益不擇手段；而自我中心者的意識則不那麼明顯，換言之，他們有時候知道自己如此行為會傷害別人，有時候卻不那麼清楚自己行為的後果。但兩者都有一個共通點，就是決定了之後便一意孤行，並且很可能在遭受批評時名正言順的說：「我就是這樣的人，沒辦法。」

## 自我中心主義的知識論觀點
自我中心主義否認知識的真實性，認為「我」才是根本和權威。感覺是思想賦予肉體對世界的聯繫，而知識就是從感覺獲得。也就是說，思想在知識產生的過程中起了主導作用。自我中心主義沒有定義感覺的真實性，但主要以泛虛假主義的判斷原則為答案。即是「可能是假的，就不可能是真」，於是對感覺持懷疑態度。知識，感覺都是「我」的思想創造出來的，因此知識的基本是「我」，這個觀點跟唯我論相同。自我中心主義對知識的定義以「我思故我在」終結。

## 自我中心主義的倫理學觀點
根據自我中心主義的基本原則，「自我中心」，在倫理學方面與個人主義相似，與利己主義和享樂主義更接近。但更重要的區別在於，自我中心主義代表激進的自私思想。在一切除了自己都被視為虛假的情況下，「我」只受「我」的思想支配，因此道德在此只是「我」的本性對「我」的思想的約束，而這一切都是可變的。簡單來說，自我中心主義主張完全自由，隨心所慾，沒有倫理約束，一切決定根據「我」的意願。